# Denton (Maryland)
Pour les articles homonymes, voir Denton.
La ville de Denton est le siège du comté de Caroline, dans l’État du Maryland, aux États-Unis. Sa population s’élevait à 4 418 habitants lors du recensement de 2010, estimée à 4 493 habitants en 2018. C’est la ville la plus peuplée du comté.

## Démographie
| Groupe            | Denton | Maryland | États-Unis |
| ----------------- | ------ | -------- | ---------- |
| Blancs            | 71,8   | 58,2     | 72,4       |
| Afro-Américains   | 22,9   | 29,4     | 12,6       |
| Métis             | 3,2    | 2,9      | 2,9        |
| Autres            | 1,0    | 3,6      | 6,4        |
| Asiatiques        | 0,6    | 5,5      | 4,8        |
| Amérindiens       | 0,4    | 0,4      | 0,9        |
| Total             | 100    | 100      | 100        |
|                   |        |          |            |
| Latino-Américains | 3,3    | 8,1      | 16,7       |

Selon l'American Community Survey, pour la période 2011-2015, 92,95 % de la population âgée de plus de 5 ans déclare parler anglais à la maison, alors que 5,24 % déclare parler l'espagnol, 0,99 % le portugais et 0,82 % une autre langue.

## Source
- (en) Cet article est partiellement ou en totalité issu de l’article de Wikipédia en anglais intitulé « Denton, Maryland » (voir la liste des auteurs).

1. ↑  (en) « Denton , MD Population - Census 2010 and 2000 », sur censusviewer.com (consulté le 2 mars 2016).
2. ↑  (en) « Population of Maryland - Census 2010 and 2000 », sur censusviewer.com (consulté le 2 mars 2016).
3. ↑  (en) « Language spoken at home by ability to speak english for the population 5 years and over », sur factfinder.census.gov.